# Robert I van Alençon
Robert I van Alençon (overleden op 8 september 1217) was van 1191 tot aan zijn dood graaf van Alençon. Hij behoorde tot het huis Montgommery-Bellême.

## Levensloop
Robert I was een zoon van graaf Jan I van Alençon uit diens huwelijk met Beatrix, dochter van graaf Eli II van Maine.
Na de dood van zijn vader in februari 1191 en die van zijn oudere broer Jan II in mei datzelfde jaar, werd hij de nieuwe graaf van Alençon. Tijdens zijn bewind woedde volop de oorlog tussen koning Filips II van Frankrijk enerzijds en de Engelse koningen Richard Leeuwenhart en Jan zonder Land anderzijds. In 1203 keerde Robert zich af van zijn leenheer Jan zonder Land door het kamp van de Franse koning te kiezen. Deze wending zorgde ervoor dat Robert I zijn landerijen kon behouden zodra het hertogdom Normandië werd veroverd door de Franse troepen, terwijl de landerijen van verschillende Normandische heersers die trouw waren gebleven aan de Plantagenets geconfisqueerd werden. Robert I faciliteerde de Normandische invasie door Franse troepen vrij door zijn gebieden te laten reizen. Ook sloot hij in naam van Filips II een tweejarige wapenstilstand met de koning van Engeland.
In 1213 begeleidde hij de Franse kroonprins Lodewijk toen die veertig dagen tegen de Albigenzen vocht. Het jaar nadien steunde hij de jonge graaf Theobald IV van Champagne en diens moeder in de strijd tegen Erard van Brienne-Ramerupt, die zijn aanspraken op het graafschap Champagne liet gelden.
Robert I van Alençon stierf in september 1217 en werd bijgezet in de Abdij van Perseigne. Zijn zoon Robert II, die kort na zijn dood werd geboren, volgde hem op als graaf van Alençon, maar die stierf zeer jong. In 1220 kocht koning Filips II van Frankrijk Alençon over van Roberts zussen Alix en Helia. De landgoederen Saosnois, Montgommery en Le Mêle-sur-Sarthe werden dan weer geërfd door burggraaf Aimery II van Châtellerault, de zoon van Alix van Alençon.

## Huwelijken en nakomelingen
Zijn eerste echtgenote was ene Mathilde, wier herkomst onbekend is gebleven. Hun huwelijk bleef kinderloos.
Na haar dood huwde hij met Johanna van Preuilly (overleden in 1211), dochter van heer Gauzbert van Preuilly. Ze kregen twee kinderen:
- Jan (overleden in 1212), huwde met Adelheid van Royes, stierf voor zijn vader en had geen nakomelingen.
- Mathilde (overleden in 1218), huwde met graaf Theobald VI van Blois

In 1215 trouwde Robert met zijn derde echtgenote Emma (1200-1264), dochter en erfgename van heer Gwijde V van Laval. Emma zou na zijn dood hertrouwen met baron Mathieu II van Montmorency en later met heer van Jan van Toucy. Ze kregen drie kinderen:
- Robert II (overleden voor 1220), werd postuum geboren
- Alix
- Helia